# Cassican à dos noir
Cracticus mentalis
Espèce
Statut de conservation UICN

 LC  : Préoccupation mineure
Le Cassican à dos noir (Craticus mentalis) est une espèce d'oiseaux appartenant à la famille des Artamidae.